# Drukarnia Biblioteczna Książnica
Drukarnia Biblioteczna "Książnica" to jedyne w Polsce przedsiębiorstwo specjalizujące się w produkcji książek dla bibliotek. Działała w Katowicach w latach 1987–1993.

## Historia
Spółka Książnica powstała w 1987 roku i jej założycielami były Katowickie Zakłady Graficzne i Wydawnictwo „Śląsk”. Przedsiębiorstwo było odpowiedzią na ówczesne potrzeby bibliotek i powstała m.in. dzięki wsparciu ze strony Ministerstwa Kultury kierowanego wówczas przez prof. Aleksandra Krawczuka. Dla realizacji przedsięwzięcia zakupiono Katowickim Zakładom Graficznym urządzenia do szycia i oprawiania książek. Pierwszymi kierownikami firmy zostali Marek Rasiński (z Katowickich Zakładów Graficznych) i Mariusz Morga (z Wydawnictwa „Śląsk”).
Inspiracją dla firmy przedsiębiorstwa było lwowskie wydawnictwo „Książnica-Atlas”, jednocześnie firma odnosiła się do głównych klientów katowickiego wydawnictwa. Książnica powstała by zaopatrywać biblioteki w dobrze wydaną w twardych oprawach literaturę piękną. W tamtych czasach niewiele książek wydawano w twardych oprawach, o ile dla indywidualnego użytkownika nie stanowiło to wielkiej przeszkody, to już w przypadku bibliotek był to duży problem, gdyż książki w papierowej oprawie, często nie szyte lecz klejone, dosyć szybko ulegały zniszczeniu. Poza tą działalnością Książnica zajmowała się również dostarczaniem mebli bibliotecznych i usługami bibliograficznymi.
Pomysł stworzenia wydawnictwa działającego wyłącznie na potrzeby bibliotek nie był nowy, działały już takie wydawnictwa w Holandii, Danii i Szwecji, jednak w Polsce nikt tego wcześniej nie robił.
Książnicy nie można nazwać wydawnictwem w pełnym znaczeniu tego słowa, była to raczej przedsiębiorstwo introligatorsko-dystrybucyjne. Działanie Książnicy polegało na zebraniu od wydawnictw planów wydawniczych na nadchodzący rok. Następnie przedstawiano te tytuły bibliotekom, które zamawiały konkretną liczbę książek. Książnica brała od wydawnictw "surowe" arkusze drukarskie, które były szyte i oprawiane w Katowickich Zakładach Graficznych, a następnie wysyłane do końcowych odbiorców. Większość książek trafiała do bibliotek, część była wprowadzana do obrotu księgarskiego. Książki te miały nadrukowane dwie ceny, jedną dla bibliotek, a drugą dla klientów indywidualnych.
Tylko kilka tytułów Książnica wydała samodzielnie. Były to: Przeminęło z Wiatrem Margaret Mitchell, Pogoda dla Bogaczy Irwina Shaw, Zew Krwi i Biały Kieł Jacka Londona. Dokonano tego za zgodą wydawnictw, które miały prawa do wydawania tych autorów (Iskier, Czytelnika i PIW-u), nakład każdego z tych tytułów wynosił około 30 000 egzemplarzy i w całości był przeznaczony dla bibliotek.
Książki Książnicy odznaczały się na tle reszty produkcji wydawniczej tamtych czasów starannym wykonaniem. Wszystkie były jednakowego formatu (22 cm), w identycznej szacie graficznej, różniły się jedynie kolorami okładek. Z założenia miały wytrzymać wielu użytkowników, tak więc niezbędne było szycie i twarda oprawa. Jednak w ciągu kilku lat zmieniły się standardy i książki te przestały być atrakcyjne. Zaczęły się ukazywać w czasach reglamentacji papieru i centralnego zatwierdzania planów wydawniczych, a gdy ukazywały się ostatnie tytuły z bibliotecznej serii, rynek zapełniony był już atrakcyjnie wydanymi, kolorowymi książkami najczęściej drukowanymi za granicą. Na tym tle obciągnięte sztucznym tworzywem książki "Książnicy" wyglądały nieatrakcyjnie. W 1990 roku z wydawnictwa odszedł, by założyć własne wydawnictwo (zresztą o tej samej nazwie) Mariusz Morga. Jego obowiązki przejął Adam Guzdek. Morga po likwidacji Drukarni Książnica odkupił prawa do znaku firmowego. 
Wydawnictwo próbowało przestawić się pod jego kierownictwem na wolnorynkowe realia. Zamówienia z bibliotek całkowicie ustały, Książnica musiała skierować swoją ofertę na indywidualnego czytelnika. Pierwszym wydanym tytułem był Znachor Tadeusza Dołęgi-Mostowicza, ukazał się w rozpoczętej jeszcze w 1989 r. serii Biblioteka Dużej Czcionki. W 1992 r. wydano 5-tomową sagę Georges'a Duhamela Kronika rodu Pasquier. Rok 1993 był ostatnim rokiem działalności Książnicy, wydano jeszcze kilka książek związanych z tegorocznym doktorem honoris causa Uniwersytetu Śląskiego – Josifem Brodskim. Były to jego Poezje, dramat pt. Marmur, zbiór rozmów z autorem pt. Reszty nie trzeba oraz eseje Elżbiety Toszy pt. Stan serca – trzy dni z Josifem Brodskim. Tymi książkami Książnica zakończyła swoją działalność.

## Dyrektorzy
- Marek Rasiński (z Katowickich Zakładów Graficznych) i Mariusz Morga (do 1990)
- Adam Guzdek (od 1990 do 1993)